# Santuario della Beata Vergine della Maestà
Il santuario della Beata Vergine della Maestà è un santuario di Predappio alta.

## Storia
La chiesa fu costruita con le elemosine accumulate in 15 anni, dal 1760 al 1774, donate dalla popolazione.

## Architettura
È un edificio di linee classiche di modeste dimensioni.

### Gli interni
Vi viene venerata l'immagine della Madonna col bambino in trono, affresco di impronta tardogotica, dipinta su un tratto di muro trasportato da un precedente oratorio che sorgeva poco distante che andò quasi distrutto dal terremoto del 30 ottobre 1725. La tradizione popolare vuole che l'immagine sia stata dipinta da un pittore di passaggio, che ne avrebbe affrescate tre, una di fronte alla porta del palazzo comunale, l'altra nella facciata del palazzo Zoli (che non esistono più) e l'altra, la terza, nell'oratorio distrutto e che venne di seguito trasportato nel nuovo.
L'altare maggiore, sul quale si venera d'affresco, si compone di mensa e ancona modellate in stucco, appoggiate alla parete di fondo. L'ancona a mensole curve, una cornice in mezzo e frontone spezzato da cui si sviluppa un grande altorilievo, pure in stucco, comprendente una coppa di angeli aggettanti dei due tratti di frontone, un letto di nubi, numerosi piccoli angeli e cherubini che fanno corona al padre eterno benedicente. Questo gruppo è stato attribuito alla scuola bolognese dei Toselli, molto attivi nel forlivese.

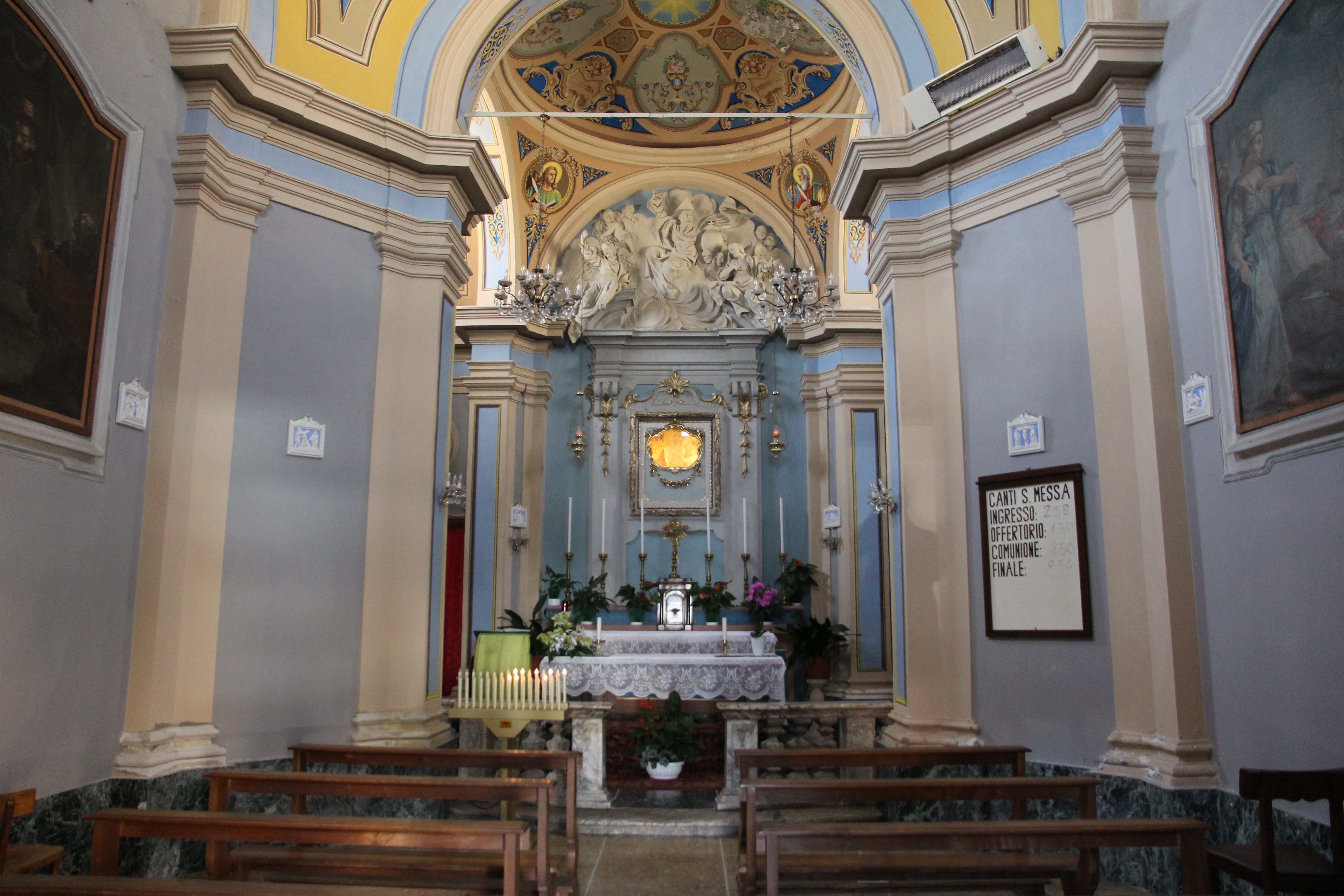
Interno

Alle pareti laterali della navata, entro cornici di stucco, sono appese due spaziosi dipinti settecenteschi di formato mistilineo.
Il soffitto decorato con decorazioni a tempera e la cupola che sovrastano il presbiterio porta raffigurazione della colomba dello Spirito Santo e emanante raggi di luce, medaglioni con vasi di fiori, i 4 evangelisti a mezzo busto nei pennacchi. Le altre raffigurazioni, in particolare il monogramma della Madonna inserito in un cielo aperto di colore azzurro sono in realtà opera di un pittore contemporaneo.
La chiesa conserva una serie di tavolette ex voto che si sono accumulate nel corso del tempo.